# Lídia Txàrskaia
Lídia Alekséievna Txàrskaia, rus: Ли́дия Алексе́евна Ча́рская (nom real Txurílova, rus: Чурилова, nascuda Vorónova, rus: Воронова; 31 de gener [C.J. 19 de gener] de 1875 a Sant Petersburg, Imperi Rus-18 de març de 1937, Leningrad, Unió Soviètica), fou una escriptora i poeta russa de literatura infantil i actriu.

## Vida i obra
Va estudiar interpretació al Teatre Imperial de Sant Petersburg i el 1898, després de graduar-se, es va unir com a actriu al teatre Aleksandrinski, on va treballar del 1898 al 1924. Va interpretar papers secundaris, els quals estaven bastant mal pagats. Lídia, que tenia un fill, Iuri, patia d'una alarmant manca de recursos, la qual cosa la va portar a treballar com a escriptora. El 1901 va començar a escriure les històries curtes Записки маленькой гимназистки Zapiski malenkoi guimnazistki ('Notes d'una petita col·legiala') basades en els seus diaris escolars, que es van publicar per lliuraments a la revista infantil Задушевное слово Zaduixévnoie slovo ('Paraula sincera') sota el pseudònim de L. Txàrskaia (procedent de чары, txari, 'lletrejar').
Del 1901 al 1916 va publicar uns vuitanta llibres, alguns dels quals es van convertir en els més venuts. La seva obra més popular va ser la novel·la princesa Djavakha (1903). Als anys 1940, quan Borís Pasternak escrivia la seva novel·la Doctor Givago, va dir que estava "escrivint gairebé com Txàrskaia", perquè volia ser accessible i somiava que la seva prosa se la pogués empassar "fins i tot una costurera, fins i tot un rentavaixelles."
Les seves novel·les es divideixen en quatre categories generals: històries que tenen lloc en els internats d'elit per a nenes; novel·les històriques sobre dones; novel·les autobiogràfiques que segueixen l'heroïna de l'internat a una carrera; i històries de detectius i d'aventura. El tema principal de la major part de la seva obra és l'amistat entre nenes. Les protagonistes són en general nenes i dones independents que busquen l'aventura o algun tipus de desviació de la rutina diària. Els crítics han comentat que aquestes característiques representen en gran part la gran popularitat de les obres de Txàrskaia entre les noies joves a Rússia a principis del segle xx.
La reputació de Txàrskaia va començar a esvair-se el 1912 després que el crític Kornei Txukovski va publicar un article en el qual va escriure que els seus llibres eren com formularis, repetitius i excessius pel que fa a les emocions femenines. Ella va deixar de publicar el 1916, i el 1920 es van prohibir les seves obres. Des de 1924 fins a la seva mort el 1938 va viure en la pobresa, recolzada sobretot pels amics. Al llarg del període soviètic la seva obra va ser considerada modesta, tot i que hi ha moltes proves que les joves van continuar llegint en secret les seves obres, almenys fins a la dècada del 1930. A la fi dels anys 1980 i 1990 les obres de Txàrskaia tornaren a reviscolar a Rússia, ja que diverses de les seves obres van aparèixer en noves edicions.

## Família
La primera vegada que Lídia es va casar fou just després de la seva graduació, amb 18 anys. El seu marit era un oficial anomenat Borís Txurilov. Van tenir un fill, de nom Iuri. El matrimoni va durar poc: poc després del naixement del seu fill, Borís va ser enviat al comandament de Sibèria, a un lloc on no podia portar la seva dona amb ell. Es deconeix el parador de Iuri, així com el del seu pare, després de la Guerra Civil.
A finals dels anys 1920 es va casar per segon cop amb un tal Ivanov, del qual al seu torn també es va divorciar. El seu destí també segueix sent desconegut.
Txàrskaia tingué un tercer marit, molt més jove que ella. Quan era nen, llegia les seves obres, i quan fou adult, com a escriptora favorita, va tractar durant diversos anys d'ajudar-la, i després es va convertir en el seu marit. El seu destí segueix sent desconegut de manera similar.

## Mort
En moltes fonts soviètiques i russes s'assenyala que la mort de Txàrskaia es va produir al districte d'Àdler de Sotxi, on va ser enterrada fora de l'ortodòxia; al cementiri de Smolensk de Sant Petersburg suposadament només es troba el seu cenotafi. No obstant això, La doctora en filologia Ievguénia Putilova indica que Txàrskaia, en virtut de la seva condició social, i a causa de la seva pròpia salut física, no podia sortir de la ciutat i va morir justament a Leningrad el 1937, on va ser enterrada per dos companys de pis al cementiri de Smolensk. Finalment, el vicealcalde de Sotxi, Anatoli Rikov, el 2010 va negar del tot la versió que Txàrskaia estigués enterrada a Adler, i explicà que a la seva tomba situada fora de l'ortodòxia hi havia en realitat una altra dona, i no hi ha evidències documentals de l'enterrament de Txàrskaia al districte d'Adler.

## Obres
Durant la seva vida Txàrskaia va escriure més de 80 llibres. No obstant això, el més famosos en són:
- Записки институтки ('Notes d'una col·legiala')
- Княжна Джаваха ('La princesa Djavakha')
- Записки маленькой гимназистки ('Notes d'una petita col·legiala')
- Сибирочка ('Sibirotxka')
- Волшебная сказка ('Conte de fades')
- За что? ('Per què?')
- Смелая жизнь ('Vida coratjosa') La història tracta sobre la vida i gestes militars de Nadejda Dúrova, primera dona oficial de Rússia
- Лесовичка ('Lessovitxka')
- Щелчок ('Clic')
- Сестра Марина ('La germana Marina')
- Особенная ('Peculiar')
- Тайна Института ('Misteri a l'institut')
- Некрасивая ('La lletja')